# Катастрофа L-749 над Южно-Китайским морем
Катастрофа L-749 над Южно-Китайским морем — авиационная катастрофа, произошедшая 11 апреля 1955 года. Авиалайнер Lockheed L-749A Constellation «Принцесса Кашмира» (англ. Kashmir Princess) авиакомпании Air-India выполнял чартерный рейс AI300 по маршруту Бомбей — Гонконг — Джакарта, но примерно через пять часов после вылета из Гонконга на его борту произошёл взрыв, из-за которого лайнер рухнул в Южно-Китайское море. Из находившихся на его борту 19 человек (11 пассажиров и 8 членов экипажа) выжили 3.
Целью теракта было убийство премьера Государственного совета КНР Чжоу Эньлая.

## Самолёт
Lockheed L-749A Constellation (регистрационный номер VT-DEP, заводской 2666) был выпущен в 1951 году. 3 апреля того же года был передан авиакомпании Air-India, в которой получил имя «Принцесса Кашмира» (англ. Kashmir Princess). Оснащён четырьмя турбовинтовыми двигателями Wright R-3350 (749C18BD1) Cyclone. На день катастрофы налетал 11 163 часа.

## Экипаж и пассажиры
Экипаж
- Командир воздушного судна — 41-летний Дамодар К. Джатар (англ. Damodar K. Jatar). Налетал 12 310 часов, 4902 из них на Lockheed L-749 Constellation.
- Второй пилот — 37-летний Махет Ч. Дикшит (англ. Maheth C. Dikshit). Налетал 7184 часа, 869 из них на Lockheed L-749 Constellation.
- Штурман — 27-летний Дж. К. Патхак (англ. J. C. Pathak). Налетал 5234 часа.
- Бортинженер — 26-летний К. Ф. Д’Кунья (англ. K. F. D'Cunha). Налетал 1981 час.
- Стюардессы:
  - К. Д. Соуза (англ. C. D. Souza), 22 года — старшая стюардесса. Налетала 1031 час.
  - Дж. Дж. Пимента (англ. J. J. Pimenta), 28 лет. Налетала 1147 часов.
  - Глория Е. Берри (англ. Gloria E. Berry), 22 года. Налетала 3242 часа.

Также в составе экипажа был 30-летний наземный инженер Анант Ш. Карник (англ. Anant Sh. Karnik), проработавший в авиакомпании Air-India 7 лет и 6 месяцев (с октября 1947 года).
Пассажиры
Пассажиры самолёта летели на Бандунгскую конференцию в Джакарте. Среди них были три члена китайской делегации и член делегации Демократической Республики Вьетнам. Остальными пассажирами были журналисты — пять из Китая (в том числе Рэймонд Вонг (англ. Raymond Wong, кит. 雷蒙德·王), шеф гонконгского отделения информационного агентства Синьхуа), один из Польши и один из Австрии.

## Катастрофа
Рейс AI300 вылетел из Гонконга в 04:25 GMT. Через пять часов после взлёта (в 09:25) позади двигателя № 3 (правый внутренний) раздался взрыв; огонь полностью охватил правое крыло и дым проник в кабину экипажа. Пилоты трижды посылали по радио сигнал бедствия и сообщали свои координаты, но около островов Бунгуран связь оборвалась. Командир решил садиться на воду и приказал членам экипажа отключить двигатели и открыть запасные выходы, пассажирам и членам экипажа были розданы спасательные жилеты.
В 09:30 GMT рейс AI300 ударился о воды Южно-Китайского моря правым крылом, от удара фюзеляж разорвало на три части. Выжили только три члена экипажа — второй пилот, штурман и наземный инженер. Они добрались до одного из островов в архипелаге Натуна, где на следующий день были найдены местными жителями. Остальные 5 членов экипажа (командир, бортинженер и стюардессы) и все 11 пассажиров погибли.

### Чжоу Эньлай
Цель террористов — премьер Государственного совета КНР Чжоу Эньлай — планировал лететь из Пекина в Гонконг, а оттуда на борту рейса AI300 в Джакарту. Но приступ аппендицита вынудил его отложить вылет на три дня и вместо Гонконга он совершил визит в Рангун, где встретился с премьер-министром Индии Джавахарлалом Неру и премьер-министром Бирмы У Ну, после чего прибыл в Бандунг для участия в конференции.
Некоторые историки утверждают, что Чжоу Эньлай, возможно, был в курсе готовящегося покушения, и никакого приступа аппендицита не было. Стив Цанг из Оксфордского университета писал в сентябрьском номере China Quarterly за 1994 год: «Имеющиеся к настоящему моменту данные доказывают, что Чжоу заранее знал обо всём и втайне изменил план поездки, при этом не поставив в известность членов китайской делегации и использовав их как подсадную утку».

## Расследование
На следующий день после катастрофы МИД КНР выступил с заявлением, в котором охарактеризовал взрыв как «убийство, подготовленное спецслужбами США и Чан Кайши». В то же время губернатор Гонконга сэр Александр Грэнтэм отверг причастность Гонконга к теракту. Однако позже, 26 мая, индонезийская следственная комиссия объявила, что в бомбе был установлен детонатор МК-7 американского производства, в связи с чем высока вероятность того, что бомба была заложена на борт самолёта именно в гонконгском аэропорту Кайтак.
Гонконгские власти объявили вознаграждение в размере 100 000 гонконгских долларов за информацию, способствующую аресту виновных. Под подозрение попал 71 человек, имевший отношение к подготовке вылета рейса AI300. Вскоре главным подозреваемым стал уборщик компании Hong Kong Aircraft Engineering Co. Чоу Цзэминь (англ. Chow Tse-ming, кит. 周泽明), который хвастался перед друзьями своей ролью в организации теракта, а также потратил большие суммы денег. Гонконгская полиция пришла к выводу, что именно Чоу подложил бомбу в самолёт по заданию гоминьдана, и 3 сентября выдала ордер на его арест. Однако за несколько часов до этого Чоу сбежал на Тайвань на самолёте авиакомпании Civil Air Transport, принадлежавшей ЦРУ.
Гонконг потребовал выдачи Чоу, на что Тайвань ответил отказом, заявив также, что Чоу не являлся агентом гоминьдана.
Стив Цанг собрал данные из британских, тайваньских, американских и гонконгских архивов, прямо указывавшие на подготовку теракта агентами гоминьдана, действовавшими в Гонконге. По его словам, в Гонконге находилась специальная группа гоминьдана, занимавшаяся убийствами и саботажем. Группой руководил генерал-майор Конг Хойпин (англ. Kong Hoi-ping, кит. 江海平), и она насчитывала 90 агентов. В марте 1955 года группа завербовала для совершения теракта уборщика Чоу Цзэминя, имевшего лёгкий доступ к самолёту Air-India, и предложила ему 600 000 гонконгских долларов и убежище на Тайване в случае необходимости.
В одном из китайских документов, рассекреченных в 2005 году, содержится вывод об ответственности за взрыв рейса AI300 секретной службы гоминьдана.

### Причастность ЦРУ
Также ходили слухи, что помимо гоминьдана к катастрофе рейса AI300 приложило руку ЦРУ, однако никакими доказательствами, помимо факта бегства Чоу на самолёте, принадлежавшем ЦРУ, следствие не располагало. Но в 1965 году несколько американцев начали утверждать о своей причастности к теракту.
Чжоу Эньлай был влиятельной фигурой в коммунистическом Китае, и США рассматривали его как противника. В то же время Запад расценивал Бандунгскую конференцию как встречу коммунистических и прокоммунистических лидеров, направленную на экспансию коммунизма в Азии. ЦРУ считало, что Китай будет использовать конференцию для укрепления своего авторитета как мировой державы. Хотя ЦРУ направило на конференцию под видом журналистов нескольких своих агентов, данные свидетельствуют о том, что некоторые сотрудники ЦРУ, возможно, были задействованы для принятия дополнительных мер.
В 1966 году комитет сената США по расследованию операций ЦРУ заслушал показания, в которых говорилось об участии ЦРУ в подготовке убийства восточноазиатского лидера, который должен был присутствовать на азиатской конференции 1955 года. Личность этого лидера оставалась неизвестной до 1977 года, когда отставной офицер разведки морской пехоты США Уильям Корсон, служивший в Азии, опубликовал книгу Armies of Ignorance, где идентифицировал этого лидера как Чжоу Эньлая.
В июле 1960 года бывший сотрудник шифровальной службы госдепартамента США Джон Дискоу Смит бежал в СССР. В 1967 году вышла его книга I was a agent CIA in India, отрывки из которой в том же году публиковались в «Литературной газете». Там Смит рассказал о многих своих операциях и, в частности, заявил, что в 1955 году офицер ЦРУ при посольстве США в Дели Джон Кэррен попросил его передать мешок некоему Ванг Фенгу, проживавшему в отеле Maidens Hotel. По утверждению Смита, в мешке находилась бомба, предназначенная для взрыва рейса AI300.

## Память
2 погибших в катастрофе члена экипажа рейса AI300 — КВС Джатар и стюардесса Берри — стали первыми гражданскими лицами, удостоенными Ордена Ашока Чакра за «исключительные отвагу, мужество и самопожертвование» (стюардесса Берри также стала первой женщиной, получившей эту награду). Также этим орденом были награждены все три выживших в катастрофе члена экипажа — второй пилот Дикшит, штурман Патхак и наземный инженер Карник.
В 2005 году агентство Синьхуа провело симпозиум по случаю 50-летия катастрофы, в которой погибли три журналиста этого агентства.